# ججورا
ججورا (به گرجی: ჯეჯორა) یک رودخانه در گرجستان است که در راچا-لچخومی و کومو سوانتی واقع شده‌است. درازای آن ۴۵ کیلومتر (۲۸ مایل) است و حوضه زهکشی آن ۴۳۸ کیلومتر مربع (۱۶۹ مایل مربع) است. این رود شاخه سمت چپ رود ریونی است. این رود از اوستیای جنوبی در بخش دوالتی حوضه اصلی قفقاز بزرگ، ۲۹۷۵ متر بالاتر از سطح دریا سرچشمه می‌گیرد و در جهت غربی جریان دارد. این رور در جنوب دره رودخانه، کوه‌های رشته کوه راچا برمی‌خیزد. در شهر اونی به رود ریونی می‌پیوندد.